# Franz Perin von Wogenburg
Franz Perin von Wogenburg (německy Franz Ritter Perin von Wogenburg) (8. prosince 1842 Pavia – 14. prosince 1906 Vídeň) byl rakousko-uherský admirál. Jako absolvent námořní akademie sloužil u c. k. námořnictva od roku 1859 a na pozici nižšího důstojníka se zúčastnil několika válek. Později zastával funkce u válečných přístavů v Pule a Terstu, byl velitelem válečných lodí různého typu a uplatnil se také v námořní administraci na ministerstvu války. V letech 1897–1898 byl předsedou Námořního kontrolního úřadu a v roce 1900 byl penzionován v hodnosti viceadmirála.

## Biografie
Pocházel z rodiny francouzského původu, narodil se jako nejmladší ze čtyř synů c. k. generálmajora Franze Perina (1792–1852). První vzdělání získal na reálce ve Vídni, v letech 1855–1859 studoval na C. k. námořní akademii v Terstu a Rijece. V roce 1859 vstoupil jako kadet k námořnictvu a zúčastnil se války se Sardinií (1859). Od roku 1863 sloužil na fregatě SMS Schwarzenberg a v roce 1864 se zúčastnil dánsko-německé války. V roce 1864 získal hodnost praporčíka a ve válce s Itálií byl pobočníkem admirála Pöcka. V roce 1869 byl povýšen na poručíka II. třídy a přidělen k námořnímu arzenálu v Pule, později získal pod velení menší plavidla typu dělových člunů. V roce 1872 získal hodnost poručíka I. třídy a v letech 1876–1880 působil v I. oddělení námořní sekce na ministerstvu války. V letech 1882–1884 byl vojenským referentem u oblastního námořního velitelství v Terstu.
V roce 1884 byl povýšen na korvetního kapitána a na lodích SMS Lissa a SMS Radetzky byl šéfem štábu eskadry pod velením admirála Pitnera. V letech 1885–1886 působil v prezidiální kanceláři námořní sekce na ministerstvu války a další dva roky byl vojenským referentem námořní základny v Pule (1886–1888). Mezitím získal v roce 1886 hodnost fregatního kapitána a od roku 1889 byl přednostou VII. oddělení u Námořního technického výboru. Absolvoval několik cest k břehům Polska a k datu 1. května 1891 byl povýšen na kapitána řadové lodi. Byl přidělen k námořnímu sborovému velitelství v Pule a v letech 1895–1897 řídil kontrolní komisi Námořního technického výboru. Mezitím v roce 1896 velel bitevní lodi SMS Kaiserin und Königin Maria Theresia. Ke dni 1. května 1897 byl povýšen do hodnosti kontradmirála a v letech 1897–1898 byl ředitelem Námořního kontrolního úřadu (Marine-Kontrollamt). Na vlajkové lodi SMS Kaiser Franz Joseph I. byl v roce 1898 velitelem torpédové flotily a nakonec od roku 1898 působil znovu u oblastního námořního velitelství v Terstu. V hodnosti viceadmirála byl k datu 1. října 1900 odeslán do penze.

## Rodina
V roce 1870 se oženil s Irenou, rozenou von Schmerling, vdovou po jeho starším bratru Ottovi. Manželství zůstalo bezdětné. Irene byla dcerou Rainera von Schmerlinga (1810–1892), dvorního rady a osobního lékaře arcivévody Albrechta. Její strýc Anton von Schmerling (1805–1893) byl vlivným politikem a v letech 1860–1865 státním ministrem Rakouského císařství. Další strýc Josef von Schmerling (1806–1884) dosáhl v armádě hodnosti polního zbrojmistra.
Měl tři bratry. Nejstarší Otto (1833–1866) padl jako c. k. kapitán v bitvě u Hradce Králové. Druhorozený Emil (1834–1904) sloužil v c. k. armádě a stal se plukovníkem, třetí bratr Moritz (1836–1913) dosáhl v armádě hodnosti generálmajora. 

## Tituly a ocenění
Spolu se svými bratry byl v roce 1855 za otcovy zásluhy povýšen do šlechtického stavu s titulem rytíř a predikátem von Wogenburg. Během služby u námořnictva získal několik vyznamenání v Rakousku-Uhersku i v zahraničí. 

### Rakousko-Uhersko
- Válečná pamětní medaile (1864)
- Válečná medaile (1873)
- Služební odznak pro důstojníky III. třídy (1880)
- Řád železné koruny III. třídy (1898)
- Jubilejní pamětní medaile  (1898)
- Služební odznak pro důstojníky II. třídy (1899)
- Vojenská záslužná medaile (1900)

### Zahraničí
- Pamětní medaile za účast v dánsko-německé válce (1864, Prusko)
- komandérský kříž Řádu sv. Mořice a sv. Lazara (1893, Itálie)
- Řád vycházejícího slunce II. třídy (1902, Japonsko)